# Neoscona chrysanthusi
Neoscona chrysanthusi är en spindelart som beskrevs av Benoy Krishna Tikader och Bal 1981. Neoscona chrysanthusi ingår i släktet Neoscona och familjen hjulspindlar.
Artens utbredningsområde är Bhutan. Inga underarter finns listade i Catalogue of Life.